# Criminal Mambo
«Criminal Mambo» es una canción del grupo de rock argentino Patricio Rey y sus Redonditos de Ricota, puesto como último tema de su álbum debut Gulp! de 1985.
Muchos rumores se conocen acerca de esta canción. El primero es que fue compuesto por la dupla Beilinson y Solari en conjunto con Luca Prodan. Este dato es completamente falso, ya que en el disco nunca indica a Prodan como compositor; la confusión sobre este asunto se remonta al 23 de mayo de 1987 cuando la banda se presenta en el mítico Cemento, Luca Prodan asistió al show y en un momento fue invitado imprevistamente a interpretar la canción.
Otro dato completamente falso es el de la supuesta censura que sufrió la canción en 1976, y mucho más lo es la supuesta nota de la Autoridad Federal de Servicios de Comunicación Audiovisual que decía lo siguiente: "la letra de dicha pieza musical es de contenido grosero y burdo entre otras". Esto fue una pequeña broma de la banda haciendo alusión a la prohibición de los derechos de expresión que imponía el Proceso de Reorganización Nacional que azotó a la República Argentina entre 1976 y 1983.